# Ф'юмічеллу
Ф'юмічеллу (фр. Fiumicellu корс. Fiumicellu) — річка Корсики (Франція). Довжина 20,1 км, витік знаходиться на висоті 1 350 метрів над рівнем моря на схилах гори Фунтана Секка (Funtana Secca) (1350 м). Впадає в річку Тараво на висоті 214 метрів над рівнем моря.
Протікає через комуни: Гуїтера-ле-Бен, Фрассето, Тассо, Форчйоло, Куаскуара, Кампо, Цильяра, Цевако, Ацилоне-Ампаца, Санта-Марія-Сіше, Арджуста-Мориччо і тече територією департаменту Південна Корсика та кантонами: Петрето-Біккізано (Petreto-Bicchisano), Цикаво (Zicavo), Санта-Марія-Сіше (Santa-Maria-Siché).